# Jorge Verdugo Ponce
Jorge Verdugo Ponce (* 1956 in Pasto; † 2016) war ein kolumbianischer Sprach– und Literaturwissenschaftler.
Verdugo Ponce studierte Philologie und Sprachen an der Universidad Nacional de Colombia und erwarb 1987 einen Master in Literatur an der Universität von Nariño. Er verfasste Literaturkritik zu nariñensischer Literatur: La configuración del discurso de la crítica de la literatura en Nariño en el siglo XX (2001) und Sobre el Canon y la Canonización de la Narrativa en Nariño en el Siglo XX (2004). Zu seinen literarischen Werken zählen die beiden Romane Memoria de las voces perdidas (1987) und Las Cosas Naturales (2008), das Märchenbuch Contrasueños (1997) sowie literaturkritische und diskursanalytische Beiträge in Zeitschriften. Er war Dozent an der Universität von Nariño und an der Universidad Mariana in seiner Geburtsstadt Pasto. An der Universität von Nariño leitete er das Masterprogramm in Ethnoliteratur und war Leiter der Zentralbibliothek derselben Universität.